# Relatório Taylor
O Relatório Taylor é um documento, cujo desenvolvimento foi supervisionado por Lorde Taylor de Gosforth, sobre as consequências e as causas do desastre de Hillsborough, em 1989. Um relatório intercalar foi publicado em Agosto de 1989, e o relatório final foi publicado em Janeiro de 1990. Ele procurou estabelecer as causas da tragédia, e fazer recomendações sobre a prestação de segurança em eventos esportivos no futuro.
O Relatório Taylor é sinônimo com a recomendação de que todos os estádios principais converter para um modelo de todos os lugares, que todos os espectadores com bilhetes têm assento, ao contrário de alguns ou todos serem obrigados a ficar. O campeonato de futebol na Inglaterra e a liga escosesa de futebol, introduziram regulamentos que os clubes de divisões mais altas deve cumprir com esta recomendação.
Alguns clubes tinham começado a melhorar os seus estádios antes que esta regra foi introduzida. Por exemplo, St Johnstone se dispos a construir o McDiarmid Park, que abriu a tempo para a temporada 1989-90.
O relatório afirmou que a acomodação de pé não é intrinsecamente insegura, mas o governo decidiu que nenhuma acomodação permanente deveria ser permitido a todos.
Outras recomendações do Relatório Taylor incluem itens como a venda de bebidas alcoólicas dentro dos estádios, esmagar barreiras, cercas, catracas, os preços dos bilhetes e itens estádio outros.